# ダブル・ファンタジー (小説)
『ダブル・ファンタジー』は村山由佳による恋愛小説。週刊文春連載中から話題を呼び、2009年に文藝春秋より刊行、2011年に文春文庫より文庫化された。
第4回中央公論文芸賞、第16回島清恋愛文学賞、第22回柴田錬三郎賞と、文学賞をトリプル受賞。
2018年6月、WOWOWにて連続ドラマ化。
のちに続編の『ミルク・アンド・ハニー』が『週刊文春』で連載され、2018年5月に文藝春秋より刊行。

## 登場人物
高遠奈津
脚本家。尊敬する男に誘われ、家を飛び出す。
志澤一狼太
奈津が尊敬するベテラン演出家。
岩井良介
大学時代のサークルの先輩。
高遠省吾
奈津の夫。家事一般を引き受けている。
大林一也
役者。将来、脚本家になりたいと思っている。
松本祥雲
テレビ等でも活躍する僧侶。
出張ホスト
29歳。

## 書誌情報
- 2009年1月発売、ISBN 978-4-16-327530-7

## テレビドラマ
2018年6月16日から7月14日までWOWOWの連続ドラマW「土曜オリジナルドラマ」にて放送。全5話。主演は水川あさみ。

### キャスト
- 高遠奈津 - 水川あさみ
- 岩井良介 - 田中圭
- 高遠省吾 - 眞島秀和
- 大林一也 - 栁俊太郎
- 松本祥雲 - マキタスポーツ
- 矢野健治 - おかやまはじめ
- 近藤純一 - 池田良
- 山下悠斗 - 粟島瑞丸
- 朝倉志保 - 長野里美
- 岡島杏子 - 篠原ゆき子
- 奈津の母 - 多岐川裕美
- 志澤一狼太 - 村上弘明

### スタッフ
- 原作 - 村山由佳『ダブル・ファンタジー』
- 脚本 - 阿相クミコ、御法川修
- 監督 - 御法川修
- 音楽 - 木戸崇博、村田有希
- プロデューサー - 武田吉孝、森川真行、石塚清和
- 製作著作 - WOWOW
- 制作協力 - ファインエンターテイメント
- 企画協力 - 文藝春秋

| WOWOW 土曜オリジナルドラマ 連続ドラマW               | WOWOW 土曜オリジナルドラマ 連続ドラマW           | WOWOW 土曜オリジナルドラマ 連続ドラマW        |
| 前番組                                               | 番組名                                           | 次番組                                        |
| ---------------------------------------------------- | ------------------------------------------------ | --------------------------------------------- |
| 闇の伴走者～編集長の条件 （2018年3月31日 - 4月28日） | ダブル・ファンタジー （2018年6月16日 - 7月14日） | イアリー 見えない顔 （2018年8月4日 - 9月8日） |